# Marshall Wood

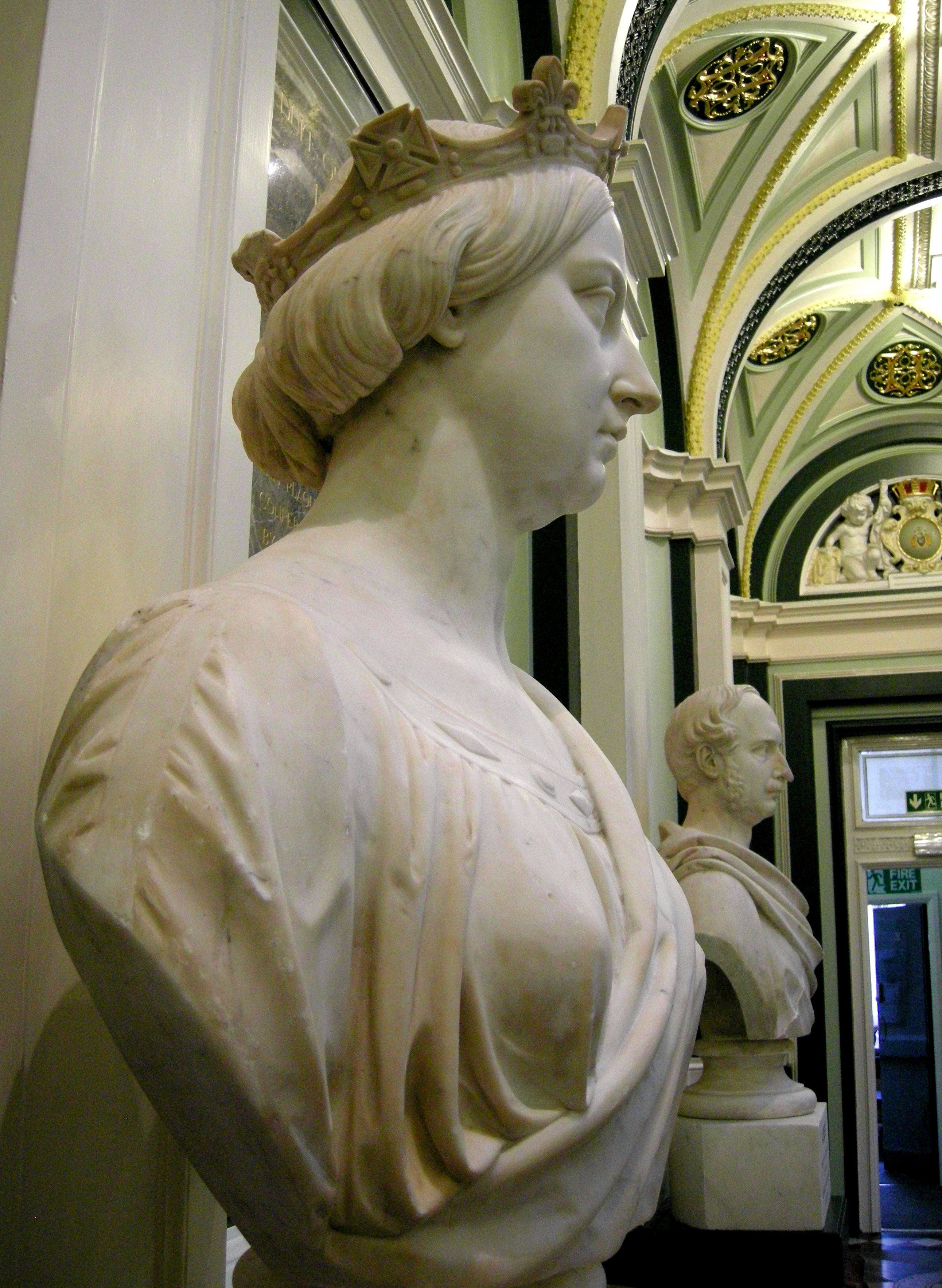
Büsten von Victoria und Albert, 1863. Rathaus, Halifax, West Yorkshire, England

Marshall Wood (* 1834 in Manchester; † 16. Juli 1882 in Brighton) war ein englischer Bildhauer und Medailleur des viktorianischen Zeitalters. Er wurde vor allem durch seine Porträtbüsten, idealisierten Marmorskulpturen und Repliken der Königin-Victoria-Statue bekannt, die in verschiedenen Teilen des Britischen Empires aufgestellt wurden.

## Leben
Marshall Wood wurde als Sohn des Kaufmanns Hamilton Wood in Manchester geboren. Sein älterer Bruder Shakespeare Wood war ebenfalls Bildhauer und ließ sich in Rom nieder. Marshall Wood begann im Jahr 1854 mit Ausstellungen an der Royal Academy in London und war dort bis 1875 regelmäßig vertreten. 1856 stellte er auch in Edinburgh aus. Ab 1871 lebte seine Familie in Reigate, Surrey. Zwischen 1871 und 1873 hielt er sich in Kanada auf, wo er unter anderem ein Grabdenkmal für die Töchter des Senators P.-J.-O. Chauveau in der Ursulinenkapelle in Québec schuf. Anschließend reiste er nach Australien, um seine Statue von Königin Victoria im Parlament von Melbourne zu installieren. Anfang 1882 verließ er Melbourne aus gesundheitlichen Gründen und starb kurz nach seiner Rückkehr nach England.

## Werk

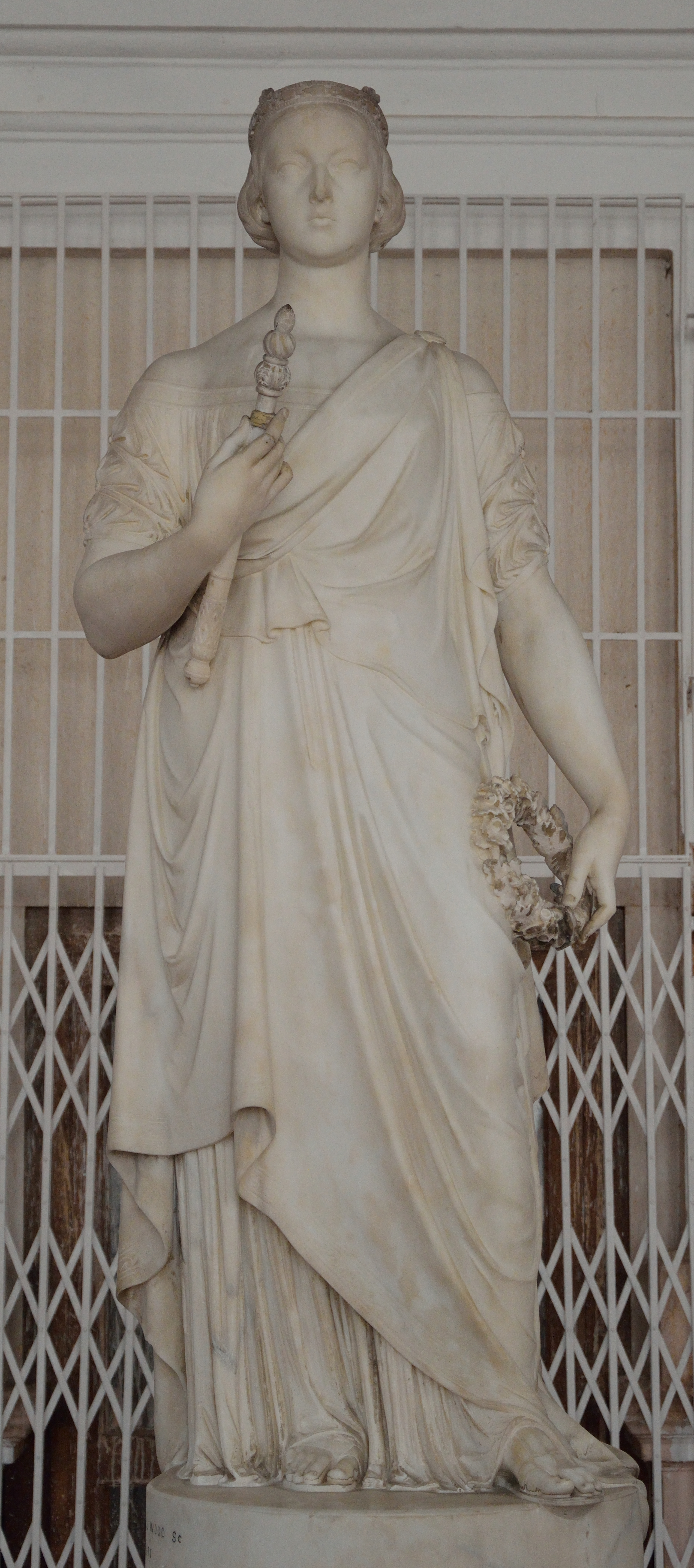
Alexandrina Victoria, 1875, Marmorskulptur von Marshall Wood. Indian Museum, Kolkata

Marshall Wood war ein Vertreter des neoklassizistischen Stils mit romantischen Einflüssen. Seine Werke zeichnen sich durch idealisierte Figuren und eine sorgfältige Ausführung aus. Zu seinen bekanntesten Skulpturen zählen:
- Daphne: Eine mehrfach reproduzierte Marmorskulptur.
- Hebe und Proserpina: Weitere idealisierte weibliche Figuren.
- Musidora: Eine Darstellung einer Figur aus James Thomsons Gedicht Summer.
- Song of the Shirt: Eine Skulptur, die auf dem gleichnamigen Gedicht von Thomas Hood basiert.

Marshall Wood schuf auch mehrere Statuen von Königin Victoria, die in Städten wie Melbourne, Sydney, Montreal, Kalkutta und Ottawa aufgestellt wurden. Darüber hinaus fertigte er Porträts des Prinzen von Wales und der Prinzessin von Wales an.  